# Antoine d’Aumont de Rochebaron

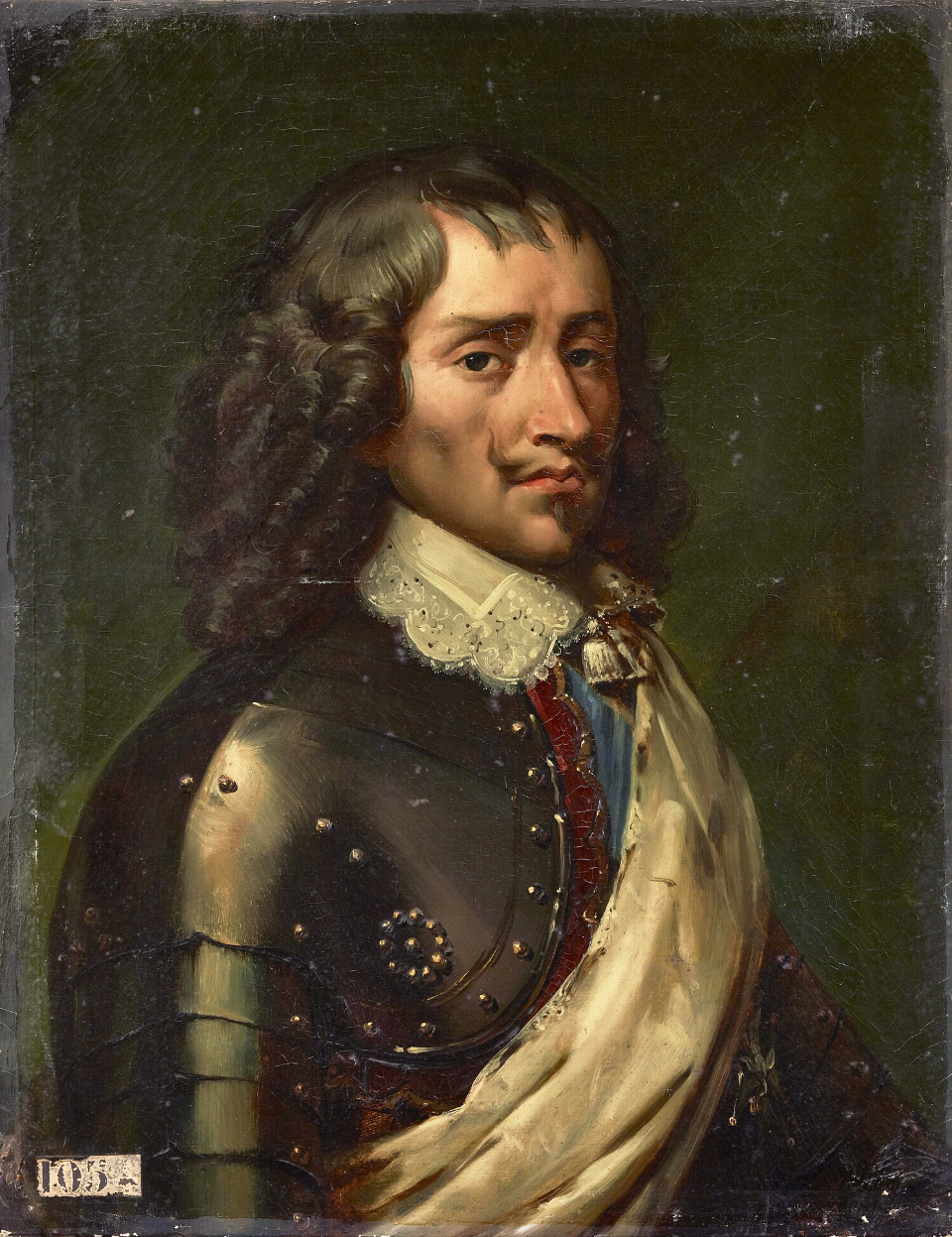
Antoine d’Aumont de Rochebaron

Antoine d’Aumont de Rochebaron (* um 1603; † 11. Januar 1669 in Paris) war ein französischer Militär und Aristokrat aus dem Haus Aumont.
Er war Marquis de Villequier, Isles, Nolay, Chappes, Comte de Berzé, Baron d’Estrabonnes, Duc d’Aumont und Pair de France (1665), Capitaine-lieutenant der Garde du corps du roi, Marschall von Frankreich (1651) und Militärgouverneur von Paris (1662).
Antoine d’Aumont hinterließ das heute noch bestehende Stadtschloss Hôtel d’Aumont in der Rue de Jouy im 4. Arrondissement von Paris.

## Hugenottenaufstände
Im Rahmen der Hugenottenaufstände (1621–1629) wurde er 1621 bei der Belagerung von Montauban verwundet; er diente bei der Belagerung von Royan, das am 11. Mai 1622 eingenommen wurde, und der Belagerung von Saint-Antonin, das sich am 22. Juni ergab. 1625 erhielt er eine Kompanie Chevaulegers. Im Gefecht an der Brücke von Le Feneau (8. November 1627) auf der Île de Ré wurde er durch eine Musketenkugel verwundet. Er diente bei der Belagerung von La Rochelle, das sich am 28. Oktober 1628 unterwarf. Am 6. März 1629 nahm er – im Rahmen des Mantuanischen Erbfolgekriegs - am Sturm auf den Pas de Suse teil. 
Nach dem Rücktritt von Jacques Nompar de Caumont wurde er am 23. November 1632 zum Capitaine der 3. französischen Kompanie der Garde du corps du roi ernannt. Am 14. Mai 1633 wurde er Ritter im Orden vom Heiligen Geist und am 29. April 1635 Gouverneur der Stadt und des Schlosses von Boulogne und des Boulonnais.

## Französisch-Spanischer Krieg
Im Rahmen des Französisch-Spanischen Kriegs (1635–1659) besiegte er 1637 700 Spanier in der Nähe des Fort du Mont Hulin. Am 3. Juni 1638 wurde er zum Maréchal de camp eingesetzt und diente in dieser Eigenschaft bei der Belagerung von Saint-Omer, eroberte die Festung Dencaveronne und mehrere andere Posten und erleichterte der Armee den Transport von Lebensmitteln. Im August ließ er Renty im Artois abreißen, im Oktober wurde er zum Gouverneur von Étaples ernannt. Er stellte nach einem Auftrag vom 15. Februar 1639 das Régiment d’Aumont infanterie auf. Er diente bei der Belagerung von Hesdin, das sich am 30. Juni 1639 ergab, und bei der Einnahme von Arras am 9. August 1640. Am 8. Juni 1641 brachte er einen Konvoi von 8000 Wagen ins Feldlager vor Aire-sur-la-Lys, das am 26. Juli kapitulierte. Er begleitete den König 1642 auf dem Roussillon-Feldzug und wurde zum Staatsrat ernannt. 

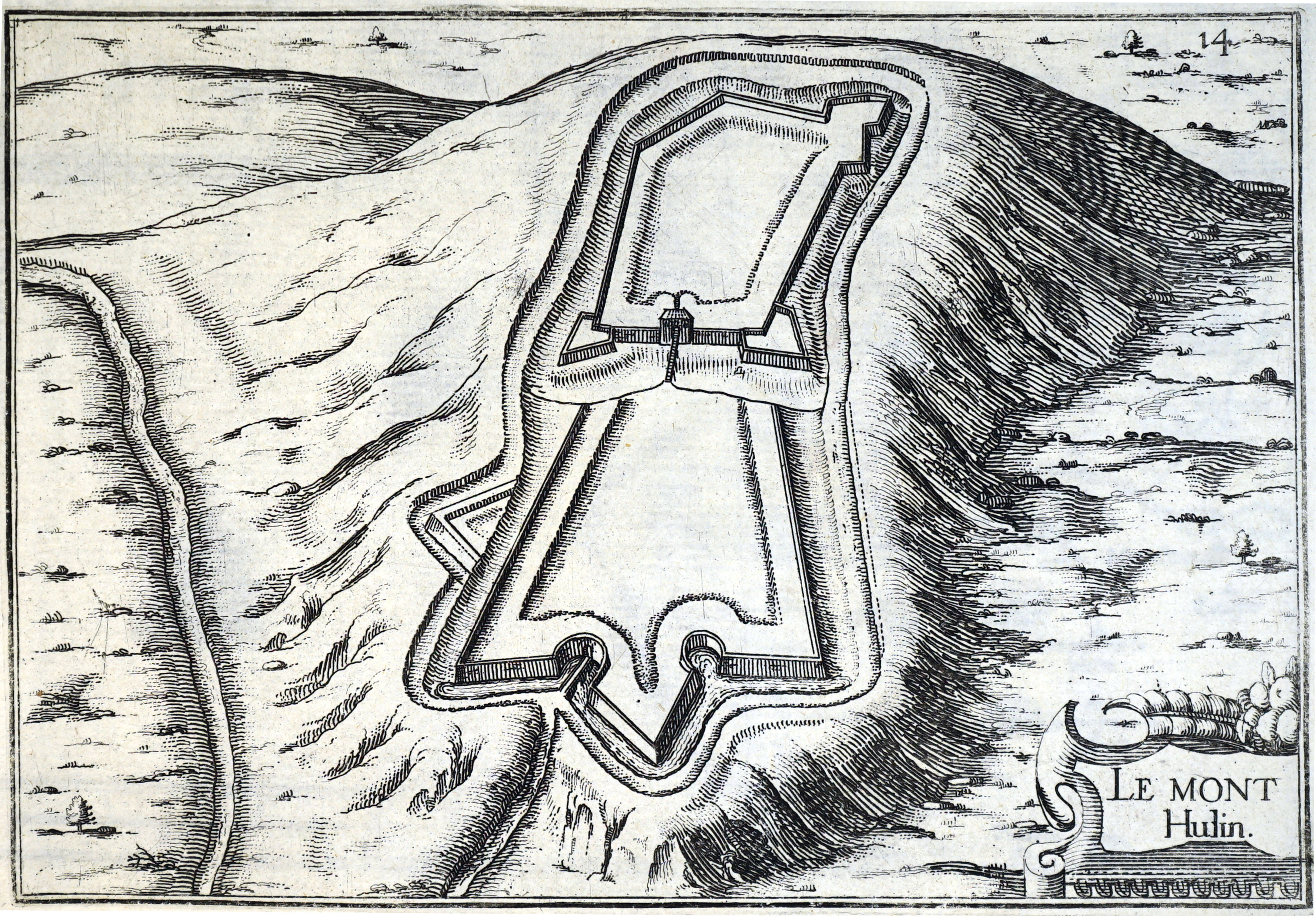
Fort Mont Hulin bei Desvres

1644 besetzte er ab Juli als Gouverneur des Boulonnais die Städte Bourbourg und Gravelines. 1645 wurde er unter dem Duc d’Orléans und den Marschällen Jean de Gassion und Josias Rantzau als Maréchal de camp eingesetzt und am 10. Juli zum Lieutenant-général des Armées du Roi ernannt; er diente in derselben Armee und war an der Einnahme von Fort Mardyck und Linck beteiligt, wo er das Quartier des verwundeten und ans Bett gefesselten Marschalls Gassion befehligte; er zeichnete sich bei den Belagerungen von Bourbourg, Béthune, Lillers und Saint-Venant unter Monsieur (dem Duc d‘Orleáns) aus; im November trug er zur Niederlage von sieben spanischen Regimentern, Infanterie und Kavallerie, in den Niederlanden bei.
Am 28. Juni 1646 eroberte er Kortrijk, im August befehligte er die Vorhut, die sich vor Bergues zurückzog und in den Dünen auf zwölf Schwadronen gegnerischer Kavallerie traf, die er zur Rückkehr nach Dünkirchen zwingen konnte. Am 24. August eroberte er Fort Mardyck zurück, am 7. September ergab sich Veurne bedingungslos und am 11. Oktober kapitulierte Dünkirchen.
Als Lieutenant-général unter Monsieur und den Marschällen Gassion und Rantzau (Schreiben vom 1. Mai 1647) schlug er im Juli 2000 Männer bei Estaires. Bei der Belagerung von Lens (ab 4. August 1647), das am 3. Oktober eingenommen wurde, zwang er einen Teil der Unterstützung, die der Erzherzog Leopold Wilhelm von Österreich entsandt hatte, zur Flucht und brachte hundert Gefangene mit in die Stadt; er setzte die Belagerung nach der Verwundung des Marschalls Gassion bis zur Ankunft des Marschalls Rantzau fort. Im September entführte er 1200 Pferde von spanischen Futterhändlern in der Nähe der Abtei von Mesen. Lens wurde am 23. September umzingelt, Antoine d‘Aumont nahm eine Brücke ein, die ihnen der Gegner lange Zeit streitig gemacht hatte. Als Marschall Gassion am 28. September wegen einer schweren Verletzung ausfiel (er starb am 2. Oktober in Arras), setzte er die Belagerung fort und zwang die Stadt wenige Tage später zur Kapitulation. 
Am 23. März 1648 wurde er der Flandernarmee unter Monsieur und dem Duc d’Enghien zugeordnet; er belagerte Ypern, das am 28. April eingenommen wurde, und kämpfte am 20. August am rechten Flügel der französischen Armee in der Schlacht bei Lens; dabei drang er so weit in die gegnerischen Linien ein, dass er gefangen genommen und nach Lens gebracht wurde. Dort gelang es ihm, 1500 Mann der Garnison dazu zu bewegen, sich dem Prince de Condé zu ergeben, der den Ort eingekreist hatte und ihn daraufhin besetzte. Am 5. November besiegte er einen Teil der Garnison von Aire bei der Abtei Auchy-lès-Moines.
Mit Schreiben vom 17. Mai 1649 zum Lieutenant-général der Flandernarmee unter dem Befehl des Comte d’Harcourt ernannt, besiegte er eine Abteilung von 800 spanischen Reitern der Garnison von Douai, die von der Garnison und der Artillerie des Ortes Condé unterstützt wurde, der sich am 25. August ergab. Der Comte d'Harcourt wollte den Ort halten und befahl, Lebensmittel und Munition herbeizuführen, wobei der von Villequier und einem Kavalleriekorps begleitete Konvoi in Sichtweite von fünf vom Gegner besetzten Plätzen vorbeiziehen sollte. Die Spanier griffen seine Nachhut an einem Bach an, der die Dörfer Sommery und Vilpot trennt; Villequier drängte sie bis zur Contrescarpe von Le Quesnoy zurück, und der Konvoi zog in Condé ein. 
Als Lieutenant-général der Flandernarmee und der Champagnearmee unter Marschall Le Plessis-Praslin besiegte er am 29. September 1650 zwei spanische Regimenter zwischen Donchery und Aubenton. Im Oktober brachte er eine beträchtliche Hilfe nach Mouzon, wobei er die gegnerische Armee querte. Er diente bei der Belagerung und Einnahme von Rethel am 14. Dezember und bei der Schlacht, die am 15. Dezember bei diesem Ort stattfand; er befehligte dort den rechten Flügel der ersten Linie, die aus 15 Schwadronen bestand. Nach der Schlacht wurde sein Infanterieregiment entlassen.
Am 2. Januar 1651 wurde Villequier zum Marschall von Frankreich ernannt; er nahm nun den Namen Maréchal d‘Aumont an und legte am 5. Januar 1651 den Eid ab. Als Befehlshaber der Flandernarmee ab 11. April ließ er fünf von den Spaniern errichtete Schanzen in der Umgebung von Douai niederreißen. Eine seiner Abteilungen schloss in der Nähe von Cambrai einige Schwadronen des Conde de Fuensaldaña ein, die auf einem Damm postiert waren, um der Armee des Königs die Überquerung der Schelde zu verwehren, und die daraufhin abzogen ab; Marschall Aumont überquerte den Fluss am 28. August und erlangte damit einen strategischen Vorteil gegenüber der spanischen Armee. Er vergrößerte die Garnison von Dünkirchen und warnte dadurch den Erzherzog vor der Belagerung der Stadt.
Mit Vollmacht vom 1. Februar 1652 kommandierte unter dem Duc d’Elbeuf die gleiche Armee, stellte mit Auftrag vom 14. Februar 1652 ein Kavallerieregiment seines Namens auf und versuchte vergeblich, Dünkirchen zu retten, das sich am 16. September 1652 den Spaniern ergab. Am 24. November 1653 zerschlug er einen Gruppe von 300 Männern, die das Dorf Wimille in der Picardie niederbrennen wollten. Die anhaltenden internen Unruhen der Fronde gestatteten es Frankreich allerdings nicht, sich den ausländischen Streitkräften aktiv zu widersetzen. Das Kavallerieregiment des Marschalls wurde am Ende des Feldzugs von 1658 entlassen.

## Gouverneur von Paris und Duc d’Aumont
Am 2. Mai 1662 wurde Antoine d‘Aumont, nach dem Rücktritt des Duc de Bournonville, Generalgouverneur von Paris (Stadt, Prevôté und Vicomté). Im November 1665 erhob der König zu seinen Gunsten das Marquisat d'Isle unter dem Namen d'Aumont zum Herzogtum, das am 2. Dezember 1665 im Parlement de Paris registriert wurde.

## Devolutionskrieg
Als der König im Mai 1667 den Devolutionskrieg begann und an der Spitze von 35.000 Mann unter dem Oberkommando des Vicomte de Turenne in Flandern einfiel, erhielt Aumont am 6. Mai das Kommando über ein separates Korps, das von Dünkirchen aus operieren sollte. Er belagerte Bergues, das am 6. Juni kapitulierte, nachdem er einer von einer Demi-lune gedeckten Weg erobert hatte, organisierte die Verteidigung des Ortes, belagerte anschließend Veurne, wo er auf der Contrescarpe logierte, woraufhin der Gouverneur am 12. Juni aufgab und den Ort übergab. Marschall Aumont marschierte dann nach Armentières, stellte 1200 Reiter ab, um die Straßen nach Tournai zu bewachen, das ab 21. August belagert wurde und sich am 25. (Stadt) bzw. 26. (Zitadelle) ergab. Der Marschall war da bereits vor der Stadt Kortrijk erschienen, die sich am 16. Juli, nach 14 Stunden, ergeben hatte, während die Zitadelle zwei Tage länger aushielt. Oudenaarde besetzte er am 28. Juli, die Garnison, die aus 500 Mann bestand, ergab sich am 31. und ging zusammen mit dem Gouverneur in Kriegsgefangenschaft. 
Antoine d’Aumont diente im Jahr 1668 nicht mehr und starb am 11. Januar 1669 in Paris an einem Schlaganfall.

## Ehe und Nachkommen
Antoine d’Aumont heiratete am 14. März 1629 Catherine Scarron, Dame de Vaures/Vayres (* 1615; † 20. November 1691), Tochter von Jean-Baptiste Michel Antoine Scarron, Seigneur de Vaures et de Vaujour, und Catherine Thadei. Ihre Kinder sind:
- Louis-Marie-Victor d’Aumont (* 9. Dezember 1632 in Paris; † 19. März 1704 ebenda), 2. Duc d’Aumont, Premier Gentilhomme de la Chambre du Roi; ⚭ (1) 21. November 1660 in Paris Madeleine Fare Le Tellier (* um 1646; † 22. Juni 1668), Tochter von Michel III. Fare Le Tellier, Marquis de Barbezieux, Kanzler von Frankreich, und Elisabeth Turpin de Vauvredon; ⚭ (2) 28. November 1669 in Paris Françoise Angélique de La Mothe-Houdancourt, genannt de Toucy, Dame de Fayel (* 1650; † 5. April 1711), älteste Tochter von Philippe de La Mothe-Houdancourt, Duc de Cardone, Marschall von Frankreich, und Louise de Prie, Marquise de Toucy
- Charles d’Aumont (* 13. November 1634; † Januar 1695) Abt von Uzerche, Barzelles, Beaulieu und Longvillers
- Anne Elisabeth d’Aumont (* 9. November 1638; † 27. Februar 1716 in Dormans[4]); ⚭ (Ehevertrag 12. Juli 1661) Charles de Broglie, Comte de Broglio et de Satana, Marquis de Dormans (* 1617; † 17. Mai 1702)
- Catherine-Marie d’Aumont († Mai 1708), 1677 Äbtissin von Saint-Julien du Pré in Le Mans
- Antoine d’Aumont (* getauft 27. Februar 1636; † jung)
- Armand Jean d’Aumont (* getauft April 1640; † jung)